# Tarucus sybaris
Espèce
Tarucus sybaris est une espèce d'insectes lépidoptères de la famille des Lycaenidae et de la sous-famille des Polyommatinae.

## Noms vernaculaires
En anglais, l'espèce est appelée Dotted Blue.

## Systématique
L'espèce Tarucus sybaris a été décrite par l'entomologiste allemand Carl Heinrich Hopffer en 1855, sous le nom initial de Lycaena sybaris.

### Sous-espèces
- Tarucus sybaris sybaris – en Rhodésie, au Mozambique, Malawi, Zambie.
- Tarucus sybaris linearis (Aurivillius, 1924) – en Angola et Namibie

## Description
C'est un petit papillon qui présente un dimorphisme sexuel : le dessus du mâle est bleu brillant orné de quelques taches marron, le dessus de la femelle est d'une couleur entre le gris ardoise foncé et le marron orné de quelques damiers blancs.
Le revers est blanc orné de plusieurs rangées de points noirs. Les petites queues sont bien visibles

## Biologie

### Période de vol et hivernation
Il vole toute l'année en plusieurs générations.

### Plantes hôtes
Ses plantes hôtes sont des Ziziphus (jujubiers), Ziziphus zeyheriana et Ziziphus mucronata.

## Écologie et distribution
Il est présent dans tout le sud de l'Afrique, Afrique du Sud, Mozambique, Zimbabwe. Tarucus  sybaris sybaris est présent au Mozambique, Malawi, Zimbabwe et en Zambie. Tarucus sybaris linearis est présent en Namibie et en Angola.

### Biotope
Il habite les plaines, les zones humides.

### Protection
Non connu.